# Війна за Укермарк (1425—1427)
Війна за Укермарк (пол. Wojna wkrzańska) — військовий конфлікт в Укермарку з 1425 до 2 травня 1427 року між західнопоморськими князями і мекленбурзьким герцогом та Бранденбурзьким маркграфством.

## Історія
Конфлікт було розпочато вторгненням в Укермарк щецинських князів Отто II та Казимира V в союзі з вологоським князем Вартиславом IX, слупським князем Богуславом IX і мекленбурзьким герцогом Генріхом. 15 лютого 1425 союзницькі війська зайняли Пренцлав. У поході також брали участь сили великопольської шляхти, що перебувала на службі щецинських князів. У відповідь Фрідріх на чолі військ маркграфства пішов у наступ уздовж Одеру, взявши в облогу замок Фірраден (нім. Vierraden), де незабаром зазнав поразки в сутичці з польсько-поморськими військами.
1 травня 1425 року щецинські князі уклали антибранденбурзький союз у Диміні з володарем Мекленбургу-Старгарду герцогом Генріхом і співправителями князівства Верле князями Христофором і Вільгельмом. За цих обставин Верле став першою метою військ Фрідріха. У лютому 1426 року курфюрст виїхав до Франконії, де організував найману армію. Тим часом під Пріцвальком син Фрідріха Йоганн Алхімік розгромив військо Христофора з Верле, а сам він загинув у битві. 23 серпня в результаті зради Йоганн і Фрідріх відвоювали Пренцлав, а 12 жовтня 1426 року Йоганн уклав перемир'я з Вільгельмом із Верле. 22 травня 1427 року в Еберсвальде було укладено померансько-бранденбурзький мир і мекленбурзько-бранденбурзький мир, що завершило дворічну війну за Пренцлав. За мирним договором, Померанія-Штеттін одержала кілька сусідніх містечок.